# 永生守卫
是2020年美國超级英雄电影，由吉娜·普林斯-拜斯伍德执导，编剧格雷格·鲁卡改编自他创作的同名漫画书。演出阵容有查理兹·塞隆、琪琪·兰恩、馬文·坎薩林、卢卡·马里内利、哈利·米尔林、吴青芸、馬提亞斯·修奈爾和切瓦特·埃加福特，讲述了一支不死的雇佣兵展开复仇任务的历程。
影片于2020年7月10日登陆Netflix，获得影评人普遍好评，动作戏获赞。續集為2025年發行的《不死軍團2》。

## 剧情
斯基泰人安德罗马奇（安迪）、布克、乔和尼基是寿命已长达几个世紀的永生战士，常利用他们身上罕见的再生自愈能力帮助他们。前中央情报局特工科普利聘请他们表面上去营救南苏丹一批被绑架的儿童。然而在行动期间，他们被一队突击队伏击。伤口自行癒合后，他们杀死了袭击者，还找到了一台攝影機，发现这原来是科普利设的局，目的是让他们暴露自己长生不老的能力。
此时，在阿富汗，美国海军陆战队的妮尔·弗里曼在摧毁一处军事目标时被人割喉，没过多久她的伤口自行恢复，不留一丝伤口。不久后，妮尔给永生人托了一个令人不安的梦，永生人感应到，打算赶在军方人员抓走她去做实验前找到她，尽管他们早已厌倦了世界的纷扰。
科普利向药企高管斯蒂芬·梅里克展示了伏击影片，而梅里克就是指挥他派特工去抓永生人的人。安迪把妮尔带到法国，与其他永生人会合。安迪得知，自己的第一个手下奎恩被祭司俘获，装进鐵處女中並扔入大海后，已经沉入大海500多年。永生人们还发现，他们并不真正能永生，自愈能力最终会无预警消失。
永生人遭到梅里克的人马伏击。乔和尼基被抓，而身负重伤的布克被留下当安迪的诱饵。安迪反击，消灭了梅里克的手下，却发现自己已经失去了永生能力，打斗中所负的伤无法治愈。布克定位到科普利，但妮尔无法接受自己比朋友和家人长寿的命运，拒绝和两人一起行动。
安迪和布克与科普利当面对质，布克趁着梅里克的手下接近，开枪打伤安迪。布克说自己之所以背叛，是认为梅里克可能找到办法结束他们的永生能力。他意外发现，他们被抓的时候，安迪已经失去了自癒能力。科普利看到梅里克愿意为了研究永生人的能力，会用尽手段折磨他们，开始动了恻隐之心。妮尔意识到布克出卖了永生人，前去救场，可是已经太迟，不过她还是说服科普利和他一起去救人。
科普利和妮尔突袭了梅里克在伦敦的办公室。妮尔认为科普利出面太危险，建议他回头。其他永生人重获自由后，大战梅里克的其他雇佣兵，最终杀死了梅里克。
安迪为了惩罚背叛大家的布克，禁止他联络他们100年。其他永生人去见科普利，科普利透露自己跟踪大家的过程，表示他们过去的行动会产生比他们所理解还要大的效果，被救者的后代正在帮助世界。带着对科普利行动的信任，永生人让科普利对他们的存在保密。
六个月后，醉醺醺的布克在巴黎的公寓遇到了奎恩。

## 演员
- 查理兹·塞隆 饰 安迪 / 斯基泰人安德罗马奇（Andy / Andromache of Scythia）
- 琪琪·兰恩（英语：KiKi Layne） 饰 妮尔·弗里曼（Nile Freeman）
- 馬提亞斯·修奈爾 饰 布克 / 塞巴斯蒂安·勒·利弗（Booker）/ ）
- 馬文·坎薩林 饰 乔 / 优素福·凯萨尼（Joe / Yusuf Al-Kaysani）
- 卢卡·马里内利（英语：Luca Marinelli） 饰 尼基 / 尼科洛·迪·热那亚（ / ）
- 切瓦特·艾乔福 饰 詹姆斯·科普利（James Copley）
- 哈利·米尔林 饰 史蒂芬·梅里克（Steven Merrick）
- 吴青芸 饰 奎恩（Quynh）
- 安娜玛丽亚·玛琳卡（英语：Anamaria Marinca） 饰 梅塔·科扎克（Dr. Meta Kozak）
- 喬伊·安薩 饰 基恩（Keane）

## 制作
2017年3月，天空之舞传媒购得漫画书《永生守卫》的电影改编权。2018年7月，他们聘请吉娜·普林斯-拜斯伍德出任导演，原作者鲁卡担任編劇，天空之舞的大卫·埃里森、达娜·戈德堡和唐·格兰杰出任制片人。凭借着7000万美元的预算，吉娜成为首位执导漫画改编大片的黑人女导演。2019年3月，Netflix与天空之舞达成融资协议，正式购下影片全球发行权。随后，查理兹·塞隆加入剧组，同时与AJ·迪克斯、 贝丝·科诺及马克·埃文斯加入制片人行列。
Netflix买下版权后，琪琪·兰恩确认加入剧组。2019年5月，馬文·坎薩林、馬提亞斯·修奈爾和卢卡·马里内利加入剧组。2019年6月，哈利·米尔林、吴青芸和切瓦特·艾乔福加入剧组。应个人请求，吴青芸的角色较原著漫画有所改动。在采访中，鲁卡表示：“维罗妮卡一角上线时，她就说我不是日本人，我是越南人。（导演）找到我，说‘我们可能接纳这点吗？’，我就说‘当然可以’......范子变成了奎恩，奎恩现在就是越南人。它真的很简单，只要你所做并尊重它”。角色的死亡也有所变更：“漫画书中，范子/奎恩是被暴风雨冲出船的，而不是立马被淹死。按照鲁卡的说法，这是部分出于节省资金而做出的逻辑变更......但奎恩的新‘死法’是被导演铁娘子形象的建议而固化了，扮演着重要的叙事和定调角色”。

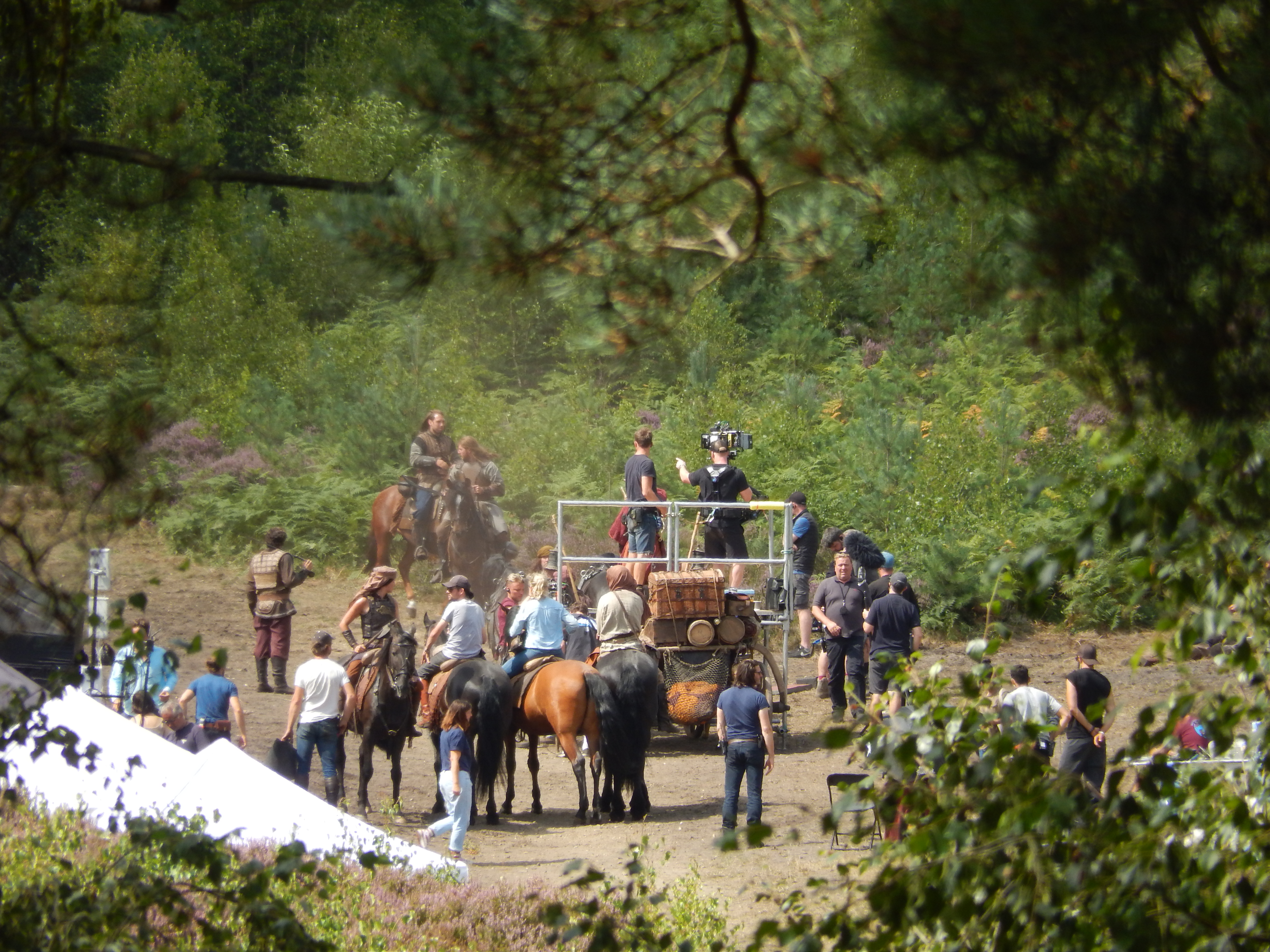
剧组于2019年8月在英国萨里郡伯恩林拍摄。

主体拍摄于2019年5月中旬在欧洲举行，取景地包括摩洛克、英国和谢珀顿制片厂。肯特郡的桑威治充当了片中的法国小镇古森维尔（Goussainville），桑威治的探索公园（Discovery Park）充当了片中的梅里克制药总部。
沃尔克·贝特尔曼和达斯汀·欧哈兰共同创作配乐。影片上线当天，湖岸唱片发行了原声带。

## 发行
影片于2020年7月10日上线Netflix，并在首周末成为该网站点播量最高流媒体节目。另据7月17日的报道，Netflix表示影片首月观看用户数有望达到7200万，是该平台10大最成功作品之一。
为宣传影片的发行，Netflix于7月17日到19日举行一场俯视角清版动作网页游戏比赛，承诺会在活动结束后向积分最高者提供长达83年的Netflix“永久”免费订阅权。

## 评价
汇总媒体烂番茄根据147条评论，给影片打出80%的新鲜度，平均分6.54/10。网站共识写道：“《永生守卫》有时会受到超级英雄片之间约定俗成的规矩给拘束住，但导演吉娜·普林斯-拜斯伍德给这个流派带来了更复杂的视野，以及由查理兹·塞隆主导的杰出动作戏。”Metacritic根据41条评论打出平均分70/100，表示“普遍好评”。
《独立连线》的凯特·埃布兰（Kate Erbland）打出“B+”的评价，认为“影片深陷于拳拳到肉的动作戏......但用了足量的枪战戏点燃一场小规模内斗，每场动作戏不仅令人敬畏，而且对影片本身也至关重要。超级英雄的战斗无疑令人瞠目结舌，助推剧情发展”。《综艺》的欧文·格里伯曼认为影片是一部“备受瞩目、值得观看的改编作品”，认为：“影片的许多场景很宏大、公式化（纠缠了两个小时），但导演吉娜·普林斯-拜斯伍德（在《爱情和篮球》和《蜜蜂的秘密生活》之后作出了大转变）用成熟的执行技巧策划战斗场面，在演出阵容中挑逗某种深入灵魂的品质。”
片中对超级英雄同性恋特征的描绘也获得赞赏。《每日野兽》的凯文·法伦（Kevin Fallon）认为影片是首部超级英雄出柜的电影，或者说是有酷儿角色并承认她们之间爱情的罕见动作电影：“角色们的性别实际上与他们打坏人的能力毫无关联，反而还展现出表达她们的爱的尊严。”《卫报》的本杰明·李（Benjamin Lee）写道：“在2020年，这真的不是什么大事，但看到一部面向大众的电影在奇幻漫画改编框架范围中，展示酷儿间不受拘束的爱，在我看来很重要。”Decider的安娜·蒙塔（Anna Menta）说自己没有读过《永生守卫》的漫画，不知道编剧格雷格·鲁卡的合同有没有规定影片无论怎么都应该包括出轨场景。所以当这一幕出现时，仍会让人觉得这是疯狂的举动，如同韩和莱娅、彼得和MJ、皮塔和凯妮丝以及其他在近几年的动作片中深情吻对方的异性恋情侣一样，很激情、很带电、很打动人。

## 续集
2021年1月，Netflix為《不死軍團》續集亮起綠燈。8月，宣佈維多莉亞·馬奧尼將取代吉娜·普林斯-拜斯伍德接任導演職務。莎莉·賽隆、琪琪·蘭恩、馬提亞斯·修奈爾、馬文·坎薩林、路卡·馬林內利和奇維托·艾吉佛回歸飾演各自的角色。2022年6月，鄔瑪·舒曼和亨利·高汀出演未公佈的角色，並確認格雷格·鲁卡回歸撰寫劇本，大衛·埃里森、達娜·戈德堡、唐·格蘭傑、賽隆、貝絲·科諾（Beth Kono）、AJ·迪克斯（AJ Dix）、馬克·埃文斯和普林斯-拜斯伍德擔任製片人。主體拍攝於2022年6月13日開始進行。